# Isolepis karroica
Isolepis karroica là loài thực vật có hoa trong họ Cói. Loài này được (C.B.Clarke) J.Raynal mô tả khoa học đầu tiên năm 1977.